# Grito Rock
El Festival Grito Rock es un festival colaborativo que desde 2007 se viene realizando por la red Fora do Eixo con el apoyo de la red TNB - Toque No Brasil.
Este festival se creó como una alternativa al Carnaval de Cuiabá, capital de Mato Grosso (centro oeste de Brasil). Su formato abierto y participativo ha ido permitiendo que, edición tras edición, sean cada vez más los productores que, compartiendo sus experiencias estén fortaleciendo el entramado productivo musical local.

## Trayectoria
Tras las primeras ediciones integradas en 2007, el festival Grito Rock creció exponencialmente alcanzando a tener en 2011 una presencia en 130 ciudades de ocho países, movilizando más de 2000 bandas y llegando aproximadamente a unos 200 mil espectadores. En su décima edición, en 2012, se realizó en 205 ciudades (un 37% más en comparación con 2011) contando con la participación directa de 700 productores culturales procedentes de 15 países diferentes. Finalmente en 2013, ganando en amplitud global, el festival se produjo en 300 ciudades de casi 30 países, con ediciones tanto en América Latina, como en Europa y África.

## Edición 2014
En 2014, Grito Rock se llevará a cabo entre el 20 de febrero y el 30 de marzo, conectando simultáneamente el interior de Brasil con varios países de América Latina, Europa, África y América del Norte. El objetivo de este festival colaborativo e integrado es alcanzar 400 ciudades en 40 países en su 12.ª edición.